# Zerkalo

Zerkalo (en français : « Le Miroir ») est un journal quotidien azerbaïdjanais indépendant fondé en août 1990, publié en russe (avec une version en azéri) jusqu'en mai 2014. Il est republié en ligne en 2018.

## Histoire
Zerkalo est fondé en 1990 et diffusé en russe ; une version en azéri est publiée sous le titre Ayna. Son rédacteur en chef est Elchin Shikhli.

### 2014: arrestation d'un journaliste et cessation de la publication
En avril 2014, l'un des principaux journalistes de Zerkalo Rauf Mirgadirov et sa compagne, tous deux correspondants en Turquie de Zerkalo — ils avaient quitté l'Azerbaïdjan pour Ankara en août 2010 par crainte de représailles dues à leur travail de journaliste —, voient leur accréditation annulée par le pouvoir turc, les obligeant à quitter le pays avec leur famille ; alors qu'ils tentent de se rendre en Géorgie, Rauf Mirgadirov est arrêté et embarqué pour Bakou en Azerbaïdjan. À son arrivée à l'aéroport, il est arrêté puis accusé d'espionnage pour le compte de l'Arménie et placé en détention provisoire en l'attente de son procès,. L'ONG Human Rights Watch dénonce « une action coordonnée qui viole les lois internationales », relevant que les faits interviennent peu après que le président truc Recep Tayyip Erdoğan a rencontré son homologue Ilham Aliyev à Bakou. Plusieurs ONG (Comité pour la protection des journalistes, Reporters sans frontières, Amnesty International, etc.) critiquent le sort réservé au journaliste ; RSF estime que Rauf Mirgadirov « est l'une des dernières victimes de la campagne entreprise par le gouvernement pour éradiquer toute critique »,,. Le journaliste, toujours emprisonné, sera condamné en décembre 2015 à six ans de détention pour « espionnage », entraînant la « consternation » de RSF.
À compter d'avril 2014 également, Zerkalo n'est plus publié qu'une fois par semaine en raison d'un manque de moyens financiers, puis sa publication cesse totalement à compter du 31 mai : l'État azerbaïdjanais a en effet la main sur le marché publicitaire, il a interdit les vendeurs à la criée à Bakou (2011), les kiosques — propriété de l'État —, ont été supprimés ou ont exclu la presse indépendante (2012) et la vente de journaux dans le métro a été interdite (2013).
En mars 2016, en même temps que des militants des droits humains et des opposants politiques, le journaliste Rauf Mirgadirov est libéré de prison après près de deux ans d'emprisonnement.

### 2018: relance d'une version numérique
En mars 2018, dans une interview à l'agence de presse Turan, le rédacteur en chef de Zerkalo, Elchin Shikhli, indique relancer une version en ligne du titre,.